# 福岡市立曰佐小学校
福岡市立曰佐小学校（ふくおかしりつ おさしょうがっこう）は、福岡県福岡市南区横手3丁目にある公立小学校。

## 歴史
- 明治35年（1902年）4月1日 - 筑紫郡曰佐村立曰佐尋常小学校創立
- 昭和16年（1941年）4月1日 - 筑紫郡曰佐村立曰佐国民学校に改称
- 昭和22年（1947年）4月1日 - 筑紫郡曰佐村立曰佐小学校に改称
- 昭和29年（1954年）
  - 4月1日 - 曰佐北小学校を分離。
  - 10月1日 - 曰佐村が福岡市へ編入されたため、福岡市立曰佐小学校に改称。同時に北小学校は宮竹小学校に改称。
- 昭和45年（1970年）4月1日 - 福岡市立弥永小学校を分離
- 昭和57年（1982年）4月1日 - 福岡市立高木小学校を分離
- 平成7年（1995年）4月1日 - 福岡市立横手小学校を分離
- 令和3年（2021年）11月27日　- 創立120周年記念式典を実施。

## 通学区域
南区の以下の地区。
- 曰佐1,2,4,5丁目
- 的場1,2丁目（全丁目）
- 横手3丁目（一部）

南区南東部の住宅地。校区東端は春日市との市境で、西端は那珂川右岸部。
中学校は横手中学校校区。

### 校区内の主な施設
- 那珂川河畔公園
- 福岡高速道路環状線 野多目出入口

### 校区が隣接する小学校
- 福岡市立横手小学校
- 福岡市立弥永小学校
- 福岡市立弥永西小学校
- 福岡市立老司小学校
- 福岡市立野多目小学校
- 福岡市立三宅小学校
- 春日市立春日北小学校
- 春日市立須玖小学校

## 校歌
1933年4月1日制定。
- 作詞：八波則吉
- 作曲：古川敬次郎

## 著名な出身者
- 谷豊（マレーのハリマオ）